# Gojō
Gojō (五條市?) è una città giapponese della prefettura di Nara.